# Canneto Pavese
Canneto Pavese (lombardul: Canee) település Olaszországban, Lombardia régióban, Pavia megyében. Lakosainak száma 1285 fő (2023. január 1.). Canneto Pavese Broni, Castana, Montescano, Montù Beccaria, Stradella és Cigognola községekkel határos.

## Népesség
A település népességének változása:
| Lakosok száma | 1354 | 1391 | 1285 |
|               | 2017 | 2018 | 2023 |